# 加泰隆尼亞共和國 (1641年)
加泰隆尼亞共和國是1641年短暫存在的一個共和制國家，位於今日加泰隆尼亞。
收割者戰爭期間，加泰隆尼亞於1641年1月17日宣佈脫離西班牙獨立，成立加泰隆尼亞共和國。首任總統為保·克拉里斯。隨後西班牙軍隊對其發起進攻。1月23日，保·克拉里斯宣誓效忠於法國國王路易十三，被封為巴塞隆納伯爵，加泰隆尼亞共和國成為加泰隆尼亞公國，為法國的保護國。
在1月26日的蒙錐克山之戰中，法國與加泰隆尼亞聯軍擊敗西班牙，迫其退卻。1643年路易十三逝世，加泰隆尼亞繼續獲得繼任者路易十四的承認，直到1652年加泰隆尼亞重新被西班牙兼併。

## 外部連結
- First Catalan Republic